# Lacunaria umbonata
Lacunaria umbonata är en tvåhjärtbladig växtart som beskrevs av João Murça Pires. Lacunaria umbonata ingår i släktet Lacunaria och familjen Ochnaceae. Inga underarter finns listade i Catalogue of Life.